# Geneva (Illinois)
Geneva è un comune degli Stati Uniti d'America, situato in Illinois, nella contea di Kane, della quale è anche il capoluogo.